# 车峰
车峰（1970年7月2日—）安徽合肥人。初中文化，起初是一个在上海开服装店的小生意人，后被戴相龙的女儿戴蓉相中并结婚，此后车峰便奔向飞黄腾达之路，顶峰时期车峰手里掌控着至少30多家公司。他在中国大陆股权投资界和香港资本市场知名度很高。保守估计，车峰仅在他控制的数字王国的相关股份收益就高便达61亿港元，而这仅仅是他资本运作中的冰山一角。2015年6月2日车峰被中国相关部门带走调查。媒体报道称车峰不僅涉嫌涉巨額洗錢，更涉嫌向西方情報機構出賣情報。

## 人生转折
车峰原本是在上海经营牛仔裤生意的小商贩，他的人生转折点是被戴相龙的女儿戴蓉相中并结婚，之后便转往房地产和金融领域发展，逐渐建立起一个由自己亲属和亲信组成的庞大代理人团队。他的岳母柯用珍担任海通证券监事长期间，车峰利用银行贷款获得投资本钱，时机精准地买入海通证券及平安保险原始股，上市后立刻套现，攫取超过88亿元人民币的利润。
戴相龙担任央行行长期间，鼎和创业投资公司出面买进平安保险股票，而车峰创办的两家公司是鼎和创投的主要掌控者。在鼎和购买平安股票的同一天，天津泰鸿公司也以非同寻常的超低价格购买了平安的股份，天津泰鸿正是温家宝担任副总理期间，由他亲属暗中控制的公司，戴相龙与温家宝家族一起赚了大钱。车峰的人脉圈不止如此，媒体披露，车峰和曾庆红的儿子曾伟也有交集。

## 涉案被查
车峰通过双层或多层的英属维京群岛离岸公司进行资本运作，投资企业、再出售股权高额获利，背后靠的是他在政界和金融界的人脉关系，这些人就包括戴相龙的亲信、温家宝的亲属以及马建和郭文贵等人。中纪委在调查马建时牵出车峰。專案組調查發現案件牽涉面甚廣，包括國安和金融系統的官員有近百人被專案組拘查。車峰通過香港和國外特殊管道，為內地金融高管非法洗錢、轉移資產，金額超过上千億元人民幣，车峰还涉嫌充當馬建的打手，僱用網軍發貼打击政治对手。消息還指車峰涉及更嚴重的問題是利用國安部的旗號在海外胡作非為，並與西方某些國家情報機構有聯繫，在未經授權的情况下「交換情報」。知情者指温家宝时期国务院關于金融政策的重大決策，文件刚出中南海，還沒發到省部級，西方国家就已完全洞悉。